# جویدو بک
گیدو بک (آلمانی: Guido Beck؛ زاده ۲۹ اوت ۱۹۰۳ درگذشته ۲۱ اکتبر ۱۹۸۸) یک فیزیک‌دان اهل آرژانتین بود.